# Bartsia
Bartsia ist eine Pflanzengattung aus der Familie der Sommerwurzgewächse (Orobanchaceae). Diese Halbschmarotzer (Hemiparasiten) sind überwiegend ausdauernde, aber auch einjährige krautige Pflanzen.
Deutsche Namen für die Gattung sind „Bartschie“ oder „Alpenhelm“. Letzterer Name entspricht dem Trivialnamen der Art Bartsia alpina, ist aber als Gattungsbezeichnung recht unpassend, da von den etwa 50 Bartsia-Arten nur diese in den Alpen Europas vorkommt.

## Beschreibung
Bartsia-Arten sind überwiegend ausdauernde, aber auch einjährige krautige Pflanzen.

## Ökologie
Bartsia-Arten sind Halbschmarotzer (Hemiparasiten).

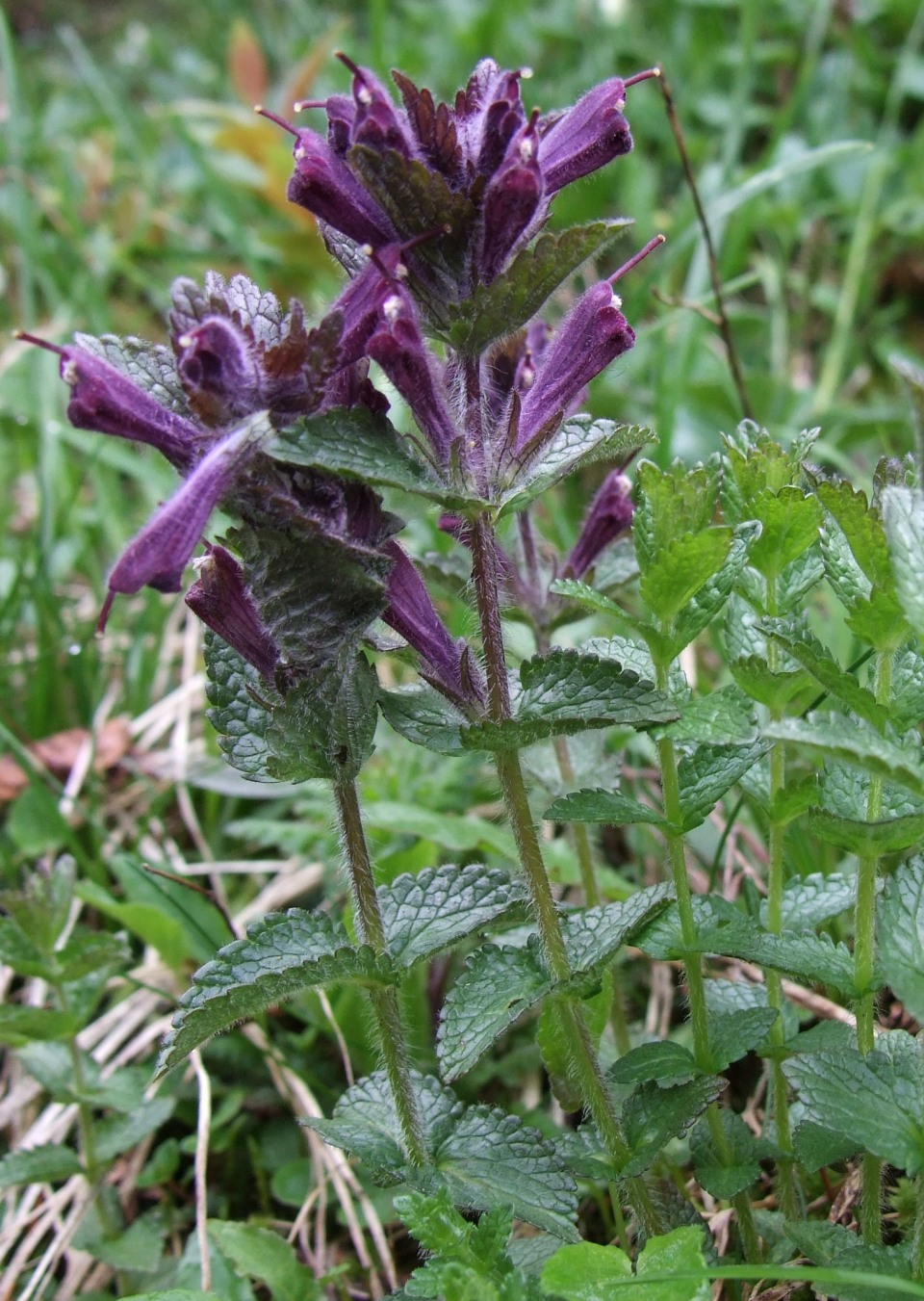
Alpenhelm (Bartsia alpina)

### Bestäubungsbiologie
Innerhalb der Gattung treten drei Bestäubungsformen auf: Bienenbestäubung (Melittophilie), Vogelbestäubung (Ornithophilie) und Selbstbestäubung (Autogamie). Während die letzten beiden auf bestimmte abgeleitete Artengruppen beschränkt sind, wird die Mehrzahl der Bartsia-Arten von Hummeln (Bienen der Gattung Bombus) bestäubt. Bienenbestäubung ist somit offensichtlich das zugrunde liegende Bestäubungssyndrom der Gattung.
In der Holarktis steht einer einzigen Bartsia-Art, dem Alpenhelm, eine Vielzahl von Hummelarten gegenüber, in den montanen Gebieten der Neotropis verhält es sich genau umgekehrt: auf relativ wenige Hummelarten kommt eine Vielzahl von Bartsia-Arten. Solche Verhältnisse fördern generell die ökologische Nischenaufteilung, was in einigen Fällen zu einer Kastendifferenzierung innerhalb der Bestäuberart geführt hat: So wird Bartsia laticrenata von den langrüsseligen Bombus funebris-Königinnen bestäubt, die kleinblütigere Bartsia melampyroides dagegen von den kurzrüsseligen Arbeiterinnen derselben Hummelart.
Hummelbestäubte Bartsia-Arten sind meistens diploide, ausdauernde krautige Pflanzen oder Halbsträucher mit lockeren Blütenständen (Infloreszenzen) und mittelgroßen (15–30 mm langen), vorweiblichen (protogynen) Blüten. Aufgrund morphologischer Kriterien lassen sich auch die afromontanen Vertreter, deren Bestäubungsbiologie noch wenig untersucht ist, den melittophilen Arten zuordnen.
Vogelbestäubung ist dagegen ausschließlich von südamerikanischen Bartsia-Arten bekannt geworden, wo viele Arten der Sektion Laxae sowie zwei spezialisierte Arten der Sektion Diffusae  (Bartsia serrata, Bartsia tricolor) durch Kolibris bestäubt werden. Vogelbestäubte Bartsia-Arten sind verhältnismäßig hochwüchsige Kräuter oder Halbsträucher mit großen Blütenständen; die Blüten sind hellrot und größer als bei verwandten, nicht ornithophilen Arten.
In auffälligem Gegensatz dazu stehen einige niedrigwüchsige Bartsia-Arten der Hochanden mit dichtblütigen Infloreszenzen und nur schwach gefärbten, beinahe kleistogamen Blüten, die oftmals mehr oder weniger versteckt zwischen den blattartigen Hochblättern liegen. Diese Arten sind beschränkt auf Habitate oberhalb der Waldgrenze, wo die rauen Wetterbedingungen vielfach ungünstig für eine Bestäubung durch Tiere (Zoogamie) sind. Selbstbestäubung ist bei diesen Arten, die in der Mehrzahl zur Sektion Strictae gehören, die einzig zuverlässige Fortpflanzungsmethode. Daher sind fast alle Arten dieses Verbreitungstyps zumindest fakultativ autogam. Die meisten der vorwiegend autogamen Arten ist außerdem tetraploid (s. u.).

### Ausbreitungsbiologie
Es entwickeln sich trockene, eiförmige bis halbkugelige, zweiklappige, vielsamige Kapselfrüchte. Die 20 bis 200 Samen pro Frucht sind leicht, trocken, fast weiß und haben 6 bis 13 Flügel, die bei einigen Arten trockener Habitate zu Kämmen oder Rippen reduziert sind.
Wegen der geflügelten Samen wurde Bartsia lange Zeit als windverbreitet (anemochor) eingestuft. Diese Anemochorie wird jedoch von Molau (1990) aufgrund eigener Feldversuche angezweifelt. Stattdessen schlägt er einen zweistufigen Ausbreitungsmechanismus vor, bei dem die Samen zunächst massenhaft aus den reifen Kapseln in die nähere Umgebung der Mutterpflanze entlassen werden. Auf dem Boden absorbieren sie Wasser, um im zweiten Schritt mit Hilfe ihrer benetzten Flügel effektiv an glatten, feuchten Oberflächen (wie den Mäulern und Hufen von Weidetieren) haften zu können („adhäsive Zoochorie“). Auf diese Weise kann zumindest ein kleiner Teil der Samen Entfernungen bis zu mehreren Kilometern zurücklegen.
Da die Samen schwimmfähig sind, spielt auch Wasserverbreitung (Hydrochorie) eine Rolle, wie die Vorkommen von Bartsia alpina an Seeufern und großen Flüssen weit unterhalb ihrer eigentlichen alpinen und subalpinen Lebensräume zeigen.

## Cytologie
Die Chromosomengrundzahl ist x = 12. Die meisten Bartsia-Arten sind diploid (2n = 24). Tetraploide Arten (2n = 48) sind aus allen Anden-Sektionen bekannt, in der Sektion Strictae ist Tetraploidie vorherrschend.

## Vorkommen
Das Gesamtareal der Gattung ist stark zersplittert (disjunkt), mit drei Hauptverbreitungsgebieten:
- südamerikanische Anden (Sektionen 4–7): neotropisch
- Hochgebirge des tropischen Ostafrikas (Sektion Longiflorae): Afromontane Wälder
- Europa und Nordost-Amerika (Sektion Bartsia): circumpolar-amphiatlantisch

Bartsia trixago (Sektion Bellardia) stammt ursprünglich wahrscheinlich aus dem Mittelmeergebiet, ist aber weltweit verschleppt worden und kommt heute in allen subtropischen und vielen tropischen Teilen der Erde vor.
Das Mannigfaltigkeitszentrum liegt also mit 45 Arten in Südamerika. Als Entstehungszentrum wird dagegen Afrika angenommen, da die dort vorkommenden Arten die ursprünglichsten Vertreter der Gattung sind.
Als typische Elemente der alpinen Flora Europas, Afrikas und Südamerikas besiedeln die Bartsia-Arten meist offene, vollsonnige Standorte (Wiesen, Quell- und Flachmoore, Lichtungen) im Bereich der Waldgrenze und oberhalb davon. Die wenigen in niedrigeren Lagen vorkommenden Arten (Bartsia trixago, einige Populationen von Bartsia alpina) finden sich entweder in Niedermooren oder in gestörten Habitaten wie Weiden und Äckern.

## Systematik
Die Gattung Bartsia wurde 1737 durch Carl von Linné im Hortus Cliffortianus aufgestellt und zu Ehren des deutschen Arztes Johann Bartsch (1709 – 1738) benannt. Von seinen ursprünglich fünf Arten werden nach Auffassung mancher Autoren nur noch zwei Arten (Bartsia alpina und Bartsia trixago) in dieser Gattung geführt. Andere Arten wie Bartsia viscosa werden der Gattung Parentucellia und Bartsia coccinea sowie Bartsia pallida der Gattung Castilleja zugeordnet.

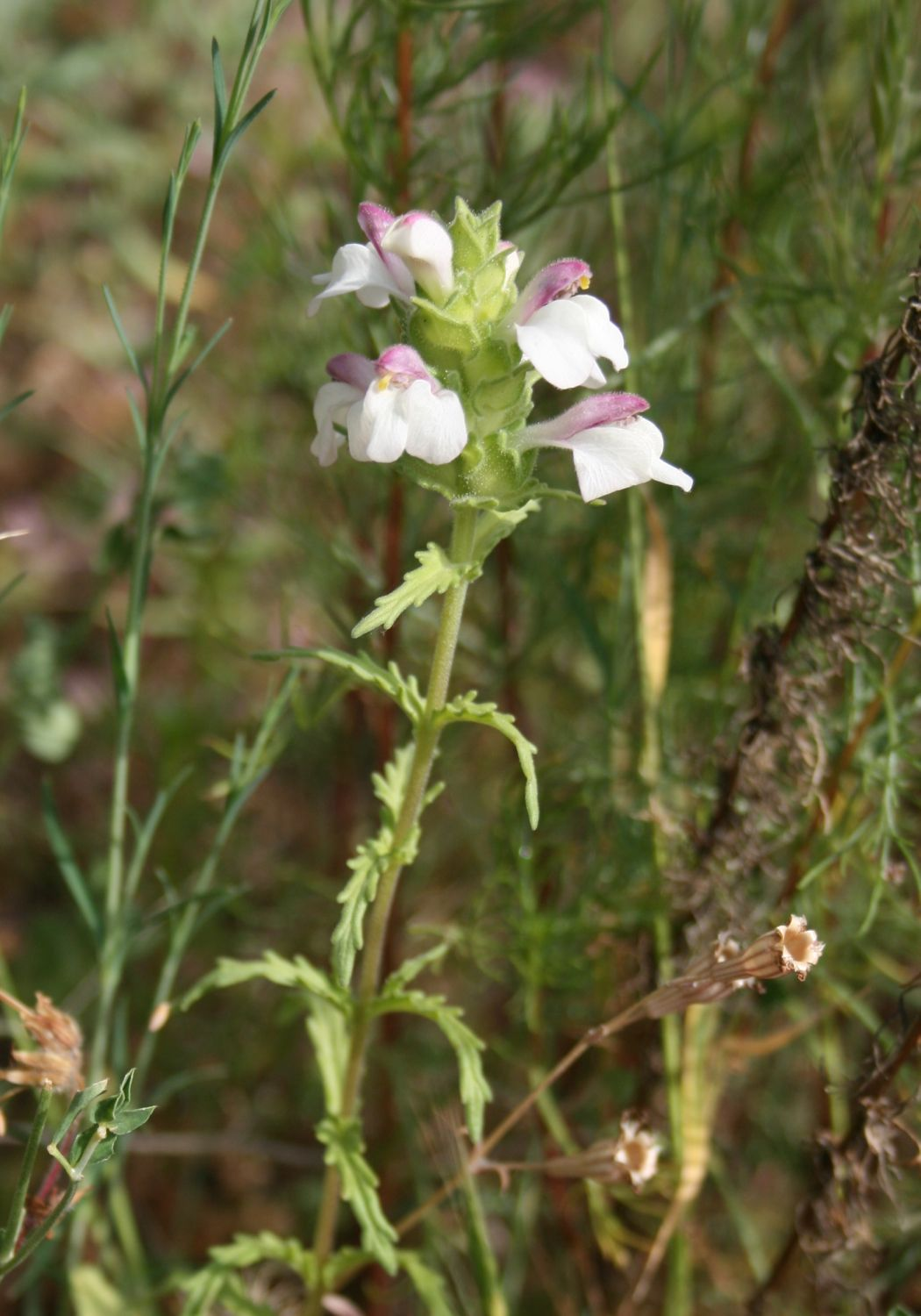
Bellardie (Bartsia trixago)

Bartsia trixago wird von verschiedenen Autoren auch zur Gattung Bellardia gestellt (= Bellardia trixago (L.) All.).
Nach Molau (1990) enthält die Gattung 49 Arten in 7 Sektionen:
- Sektion Bartsia (eine Art: Bartsia alpina, Alpenhelm)
- Sektion Bellardia (All.) Molau (eine Art: Bartsia trixago, Bunte Bellardie)
- Sektion Longiflorae Molau (zwei Arten)
- Sektion Orthocarpiflorae Molau (neun Arten)
- Sektion Strictae Molau (sechs Arten)
- Sektion Laxae Molau (zehn Arten)
- Sektion Diffusae Molau (20 Arten)

Hier eine Liste der Arten (Auswahl):
- Alpenhelm (Bartsia alpina L.)
- Bartsia aspera (Brot.) Lange: Sie kommt in Marokko, Spanien und Portugal vor.[3] Sie wird von manchen Autoren auch als Nothobartsia aspera (Brot.) Bolliger & Molau zur Gattung Nothobartsia gestellt.
- Bartsia mutica (Kunth) Benth.: Sie kommt in Ecuador und Peru vor.[2]
- Bartsia spicata Ramond: Sie kommt in Spanien und Frankreich vor.[3] Sie wird von manchen Autoren als Nothobartsia spicata (Ramond) Bolliger & Molau zur Gattung Nothobartsia gestellt.
- Bartsia thiantha Diels: Sie kommt in Peru vor.[2]
- Bunte Bellardie (Bartsia trixago L., Syn.: Bellardia trixago (L.) All.)